# 도요오카정 (기후현)
도요오카정(일본어: 豊岡町)은 일본 기후현 가니군에 설치되었던 정이다. 현재의 다지미시에 해당한다.

## 참고 문헌
- 角川日本地名大辞典編纂委員会,『角川日本地名大辞典 21 岐阜県』1980, 角川書店